# Coloritura a mano
Con coloritura a mano o colorazione a mano si indica - nel lessico del cinema - il primo procedimento usato per ottenere film a colori.
Con la coloritura a mano, in uso fra il 1894 e il 1908 circa, la colorazione viene eseguita manualmente, fotogramma per fotogramma, con un lavoro da miniaturisti. Lo stesso Georges Méliès produsse alcuni film colorati con questa tecnica.

## Storia
Il primo film colorato a mano risale alla fine del 1894. Si trattava di una decina di metri di pellicola (era questa la lunghezza usuale dei film dell'epoca). Il titolo era Annabelle’s Butterfly Dance (in italiano La danzatrice Annabella) e fu girato nel teatro di posa di Thomas Alva Edison. La protagonista era una giovane danzatrice di Broadway, Annabelle Moore (da cui il titolo del film), che danzava vestita di veli bianchi, mentre un gioco di luci colorate la faceva apparire sotto varie forme (fiore, farfalla...). I fotogrammi vennero colorati a mano dalla moglie del fotografo Kuln, collaboratore di Edison.
Un altro film parzialmente colorato a mano è The Great Train Robbery, girato nel 1903 sempre nel teatro di posa di Edison.